# Філодій
Філодій — листкоподібний черешок деяких рослин, що виконує функції листкової пластинки. У деяких рослин вони сплющуються і розширюються, а сам листок зменшується або зникає зовсім. Отже, філодій виконує функцію листка. Кілька важливих прикладів — Euphorbia royleana, які мають циліндричну форму, і Opuntia, які сплюснуті. Вони поширені в роду Acacia, особливо в австралійських видах, свого часу внесених до Acacia subg. Phyllodineae. Іноді, особливо на більш молодих рослинах, можна побачити частково сформовані філодії з редукованим листям. Рід Daviesia з родини бобових також частково характеризується рослинами, що мають філодії.

## Галерея

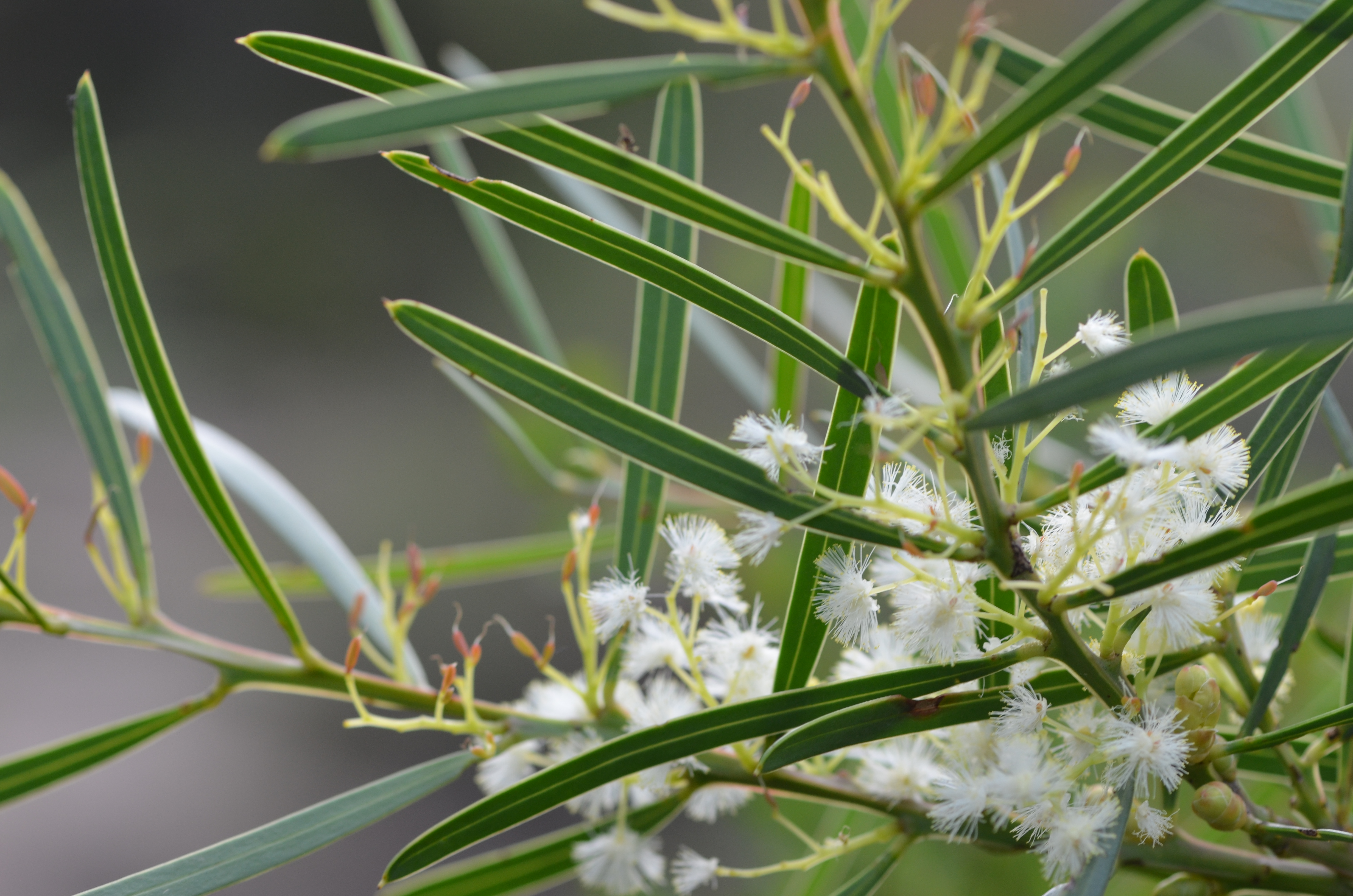
Acacia suaveolens
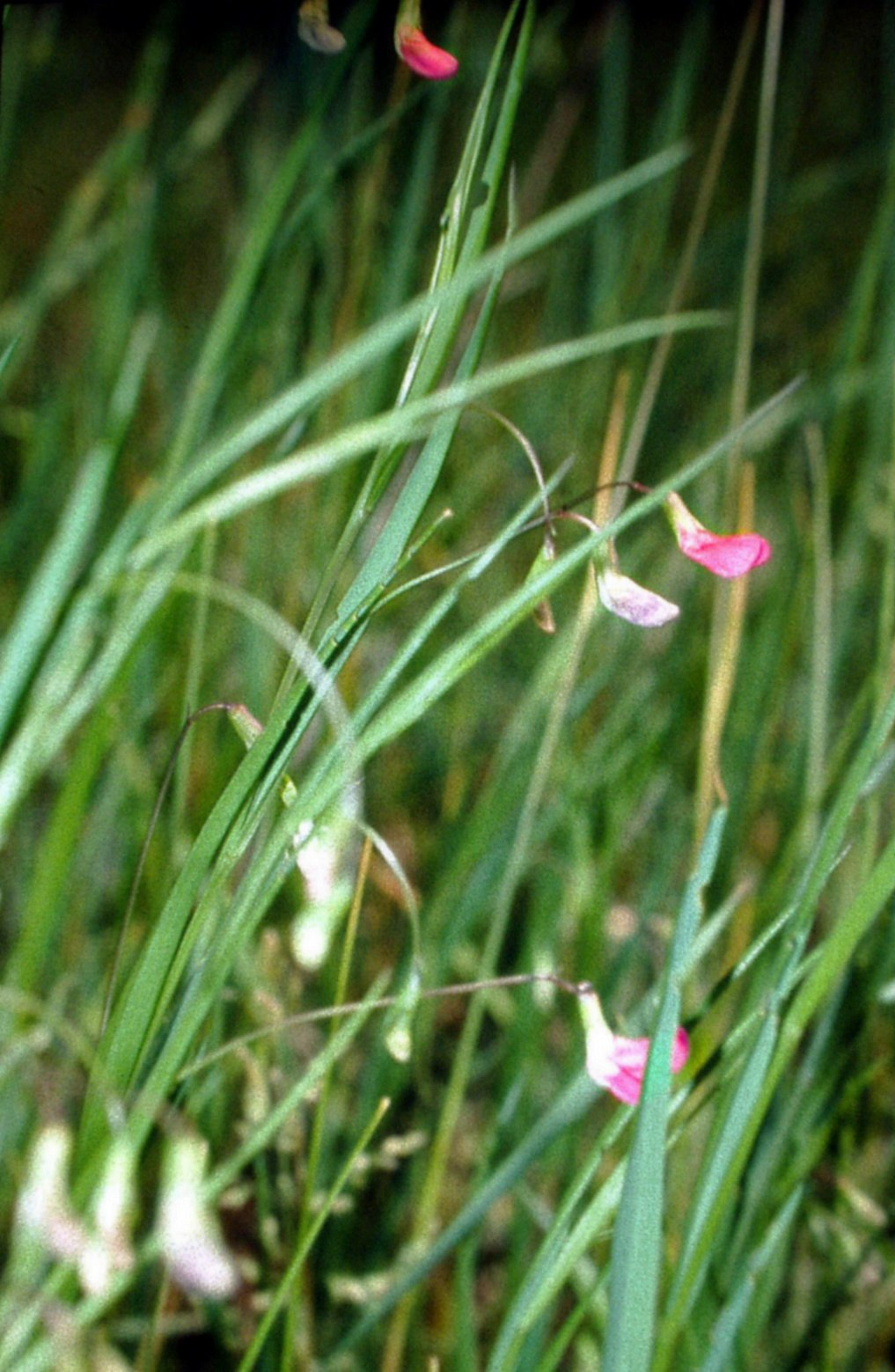
Lathyrus nissolia
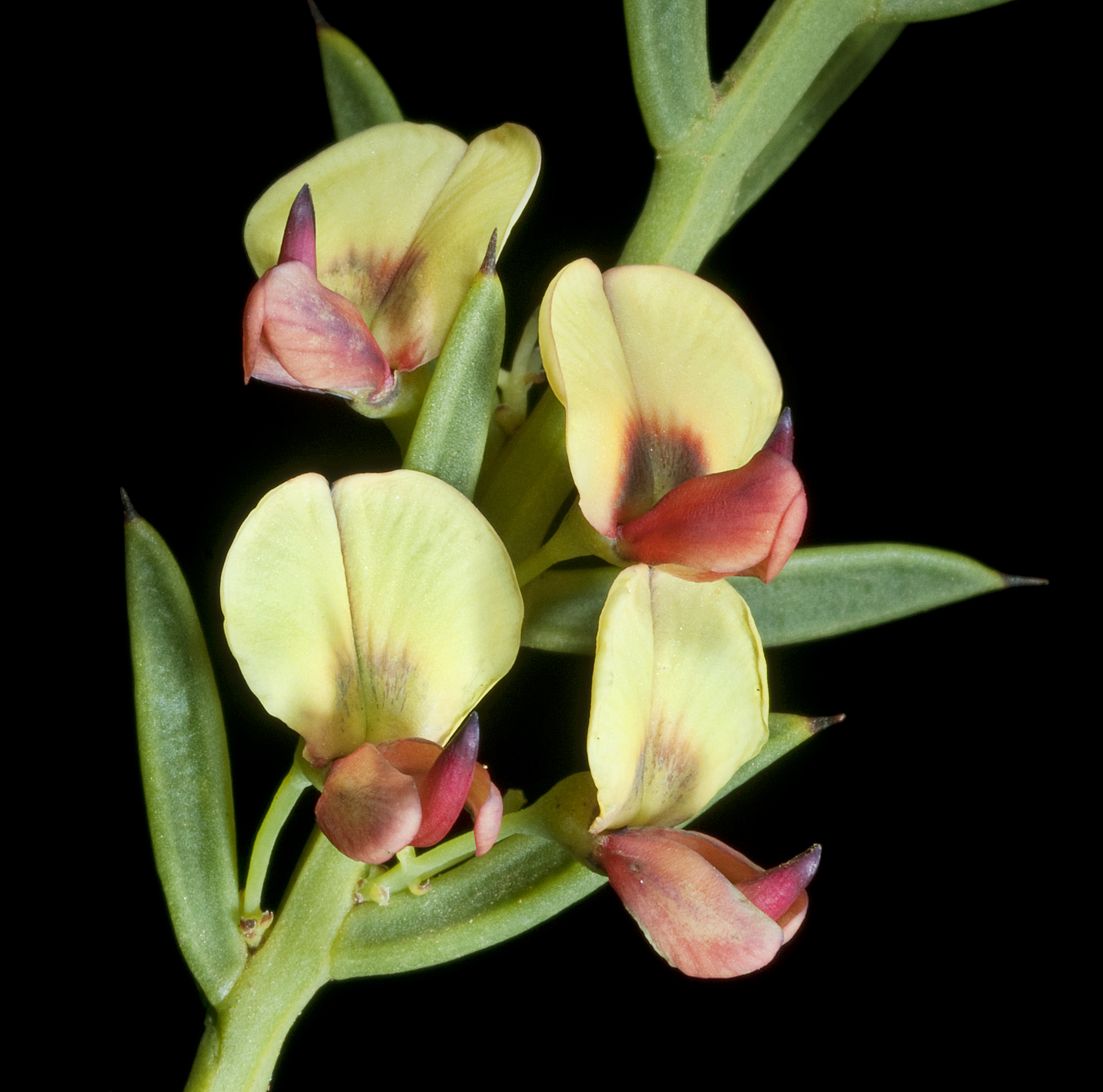
Daviesia angulata
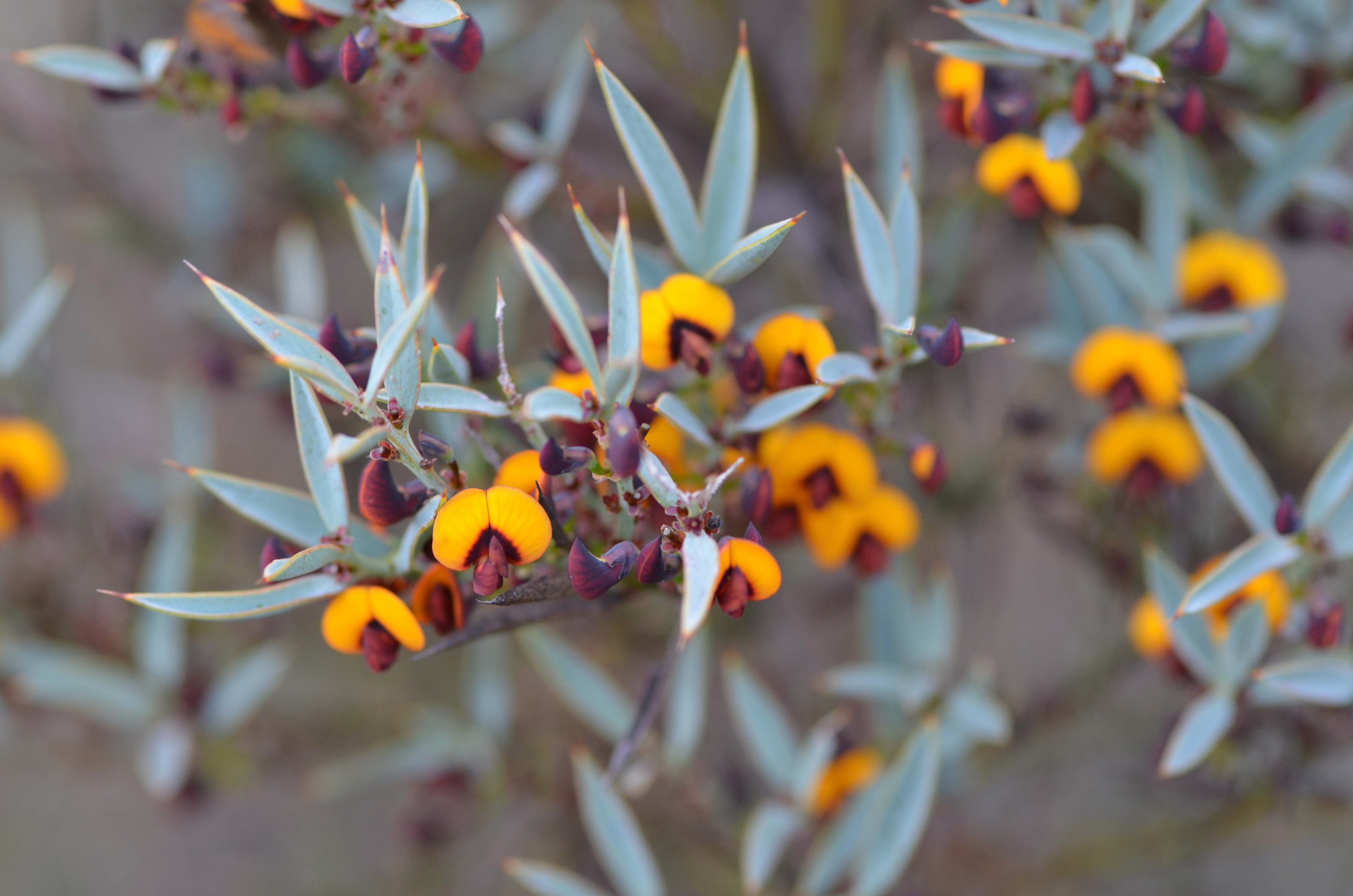
Daviesia nudiflora
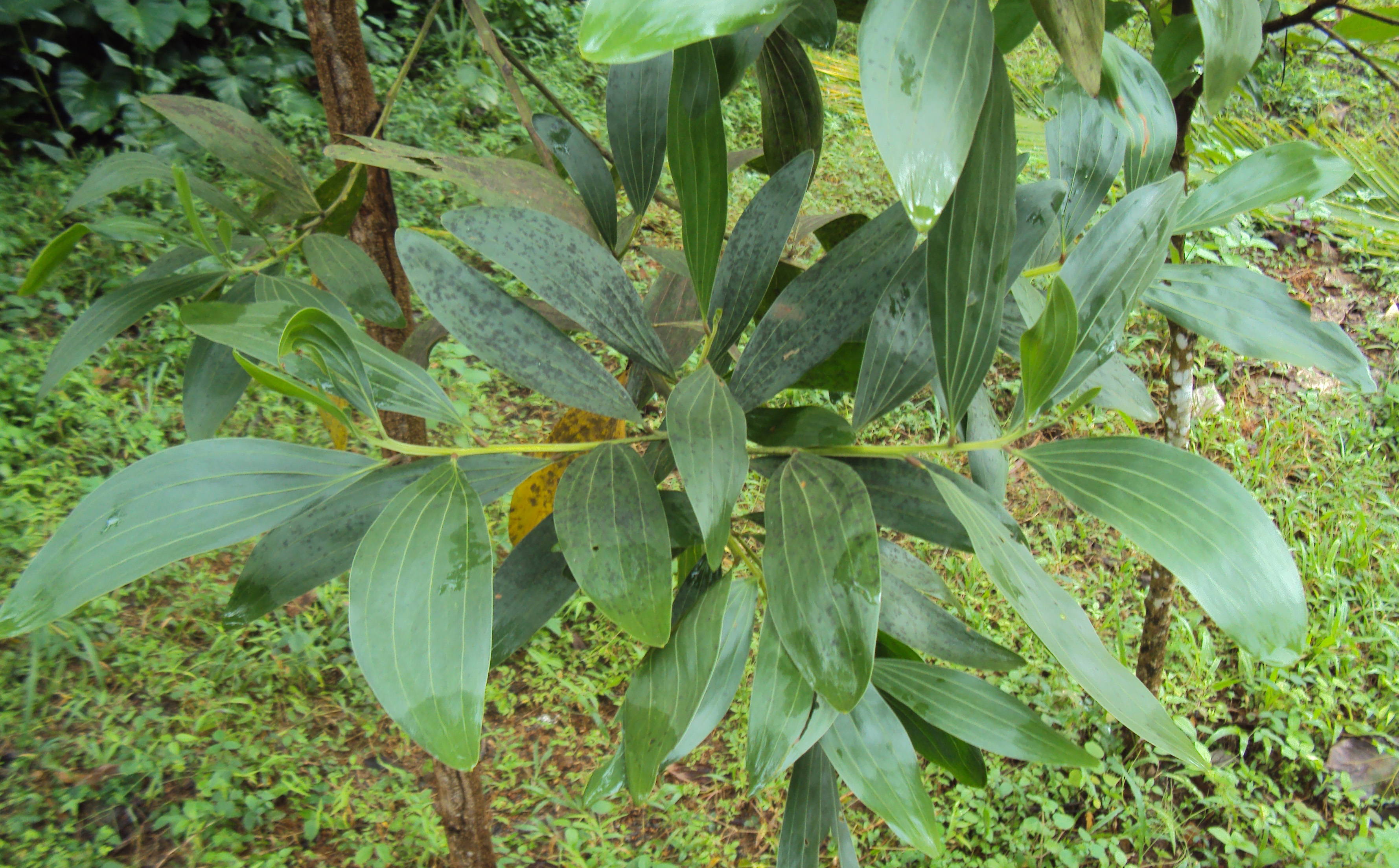
Acacia mangium